# Abdul Haris Nasution
Abdul Haris Nasution (Kotanopan, Sumatra Septentrional; 3 de diciembre de 1918 - Yakarta, 5 de septiembre de 2000) fue un general indonesio que fue nombrado en dos oportunidades Jefe del Ejército Indonesio y que escapó a un intento de asesinato durante el fallido golpe de Estado de 1965, originado por el Movimiento del 30 de septiembre.

## Primeros años
Nasution nació en Sumatra el 3 de diciembre de 1918. Su padre fue un agricultor que mantenía cierta actividad política al interior del Sarekat Islam (Unión Islámica), un movimiento pro-independencia. Nasution recuerda que, de niño, adquirió rápidamente el hábito de leer.
Tras culminar su educación en 1935, Nasution eligió la carrera de la docencia. En 1938, se graduó de la escuela pedagógica y dedicó un período a ejercer como profesor en Bengkulu y en Palembang. En 1942, se interesó en la carrera militar e ingresó a la academia militar que era regentada por el gobierno colonial holandés en Bandung, Java Barat. Su entrenamiento no duró mucho, pues el Imperio del Japón ocupó Indonesia. Bajo la ocupación japonesa, Nasution permaneció en Bandung y trabajó como funcionario público.

## Revolución Nacional Indonesia

### División Siliwangi
Después de que Achmed Sukarno declarara la independencia de Indonesia el 17 de agosto de 1945, Nasution se unió al naciente Ejército indonesio, que entonces era conocido como el Ejército de Seguridad del Pueblo (TKR), y fue nombrado Comandante regional de la División Siliwangi, que se ocupó de la seguridad de Java occidental en mayo de 1946.
En este puesto, Nasution desarrolló la teoría de la guerra territorial que se convertiría en la doctrina de defensa del Ejército indonesio en el futuro.
En enero de 1948, los gobiernos de Indonesia y de los Países Bajos firmaron el Acuerdo de Renville. Por este tratado, el gobierno indonesio reconocía que los territorios que el Ejército holandés había atacado pertenecían a los holandeses. Dado que estos territorios incluían Java Occidental, Nasution debió comandar la División Siliwangi hacia Java central.

### Comandante suplente
En 1948, Nasution alcanzó la posición de comandante suplente del Ejército de Indonesia. A pesar de ser solo un coronel, este nombramiento convirtió a Nasution en la persona más poderosa del TKR, solo superado por el popular general Sudirman. En abril, Nasution asistió a Sudirman en la reorganización de la estructura de las tropas. En junio, en una reunión de los comandantes, su sugerencia acerca de que el TKR debía luchar una guerra de guerrillas contra los holandeses fue aprobada.
Si bien no era el comandante del ejército, Nasution obtuvo experiencia para convertirse en Comandante de las Fuerzas Armadas en septiembre de 1948 después del incidente de Madiun. Durante el curso de ese año, el ex primer ministro Amir Syarifuddin se había alineado con Musso del Partido Comunista de Indonesia. Cuando tomaron por la fuerza la ciudad de Madiun en Java oriental, todos sabían que la situación solo podía ser resuelta por la violencia.
Cuando las noticias llegaron al cuartel general del TKR en Yogyakarta, se llevó a cabo una reunión de la cúpula. Sudirman estaba ansioso por evitar la violencia y quería que se realizar negociaciones. Sudirmaan entonces comisionó al teniente coronel Suharto para que negociara un trato con los comunistas. Cuando Suharto regresó, informó a Nasution y a Sudirman que todo parecía estar pacífico. Nasution no confiaba en este informe y, debido a la enfermedad de Sudirman, quedó a cargo del gobierno. Nasution decidió tomar medidas enérgicas y envió tropas contra los comunistas para derrotarlos y poner fin a la rebelión.
El 30 de septiembre de 1948, Madiun fue capturada por las tropas republicanas de la División Silwangi. Miles de cuadros del partido fueron asesinados y 36.000 fueron encarcelados. Entre los ejecutados se encontraban varios líderes comunistas, incluyendo a Musso, quien fue asesinado el 31 de octubre supuestamente mientras intentaba escapar de prisión. Otros líderes, como Dipa Nusantara Aidit, se marcharon al exilio a China.
El 19 de diciembre de 1948, los holandeses lanzaron un ataque a Yogyakarta y lograron capturar la ciudad. Nasution, junto con otros comandantes del ejército, se retiraron al campo para llevar a cabo una guerra de guerrillas. Con el presidente Sukarno y el vicepresidente Mohammad Hatta capturados por los holandeses, el gobierno de emergencia de la República de Indonesia fue establecido en Sumatra. En este gobierno interno, Nasution tuvo el cargo de Comandante militar y territorial de Java.
Aunque todo parecía perdido en 1948, la suerte se volvió a favor de los indonesios en 1949. La ofensiva general emprendida por el sultán Hamengkubuwono IX inspiró a los soldados por toda Indonesia a continuar la resistencia e influyó en las Naciones Unidas para presionar a los holandeses a reconocer la independencia indonesia. Finalmente, los holandeses dejaron de luchar en julio de 1949 y, en diciembre, reconocieron la independencia indonesia. Como el gobierno de emergencia devolvió el poder a Sukarno y Hatta, Nasution volvió a su posición como comandante suplente del Ejército.

## Era democrática parlamentaria

### Primer período como Jefe del Ejército
En 1950, Nasution ocupó el cargo de jefe del Ejército, con TB Simatupang reemplazando a Sudirman como comandante de las recientemente creadas Fuerzas Armadas de la República de Indonesia (ABRI).
En 1952, Nasution y Simatupang decidieron adoptar una política de reestructuración y reorganización para las ABRI. De esta manera, esperaban crear un ejército más pequeño, pero que fuera más moderno y profesional; sin embargo, no pasó mucho tiempo antes de que entraran en juego los intereses faccionalistas. Nasution y Simatupang, que habían sido ambos entrenados por el gobierno colonial holandés, querían despedir a los soldados entrenados por los japoneses e integrar a más soldados entrenados por el gobierno colonial holandés, medida que fue rechazada por las tropas lideradas por Bambang Supeno.
La adopción de esta política fue apoyada por el primer ministro Wilopo y por el ministro de Defensa Hamengkubuwono IX; sin embargo, Supeno logró obtener apoyo entre los partidos de oposición en el Consejo de Representantes que empezaron a expresar su disconformidad con la reestructuración del ejército.

#### Incidente del 17 de octubre
El 17 de octubre de 1952, Nasution y Simatupang movilizaron sus tropas en una manifestación de fuerza. Para protestar contra la interferencia civil en asuntos militares, Nasution y Simatupang hicieron que sus tropas rodearan el Palacio Presidencial y que apuntaran las torretas de sus tanques en dirección a dicho edificio. Demandaron a Sukarno que el Consejo de Representantes fuera desintegrado. A favor de esta causa, Nasution y Simatupang también movilizaron a protestantes civiles. Sukarno salió del Palacio Presidencial y usando solamente sus habilidades oratorias convenció tanto a militares como a civiles que se marcharan a casa.
Nasution y Simatupang habían sido derrotados, por lo que fueron interrogados por la Fiscalía General. En diciembre de 1952, ambos perdieron sus cargos en las Fuerzas Armadas y fueron despedidos del ejército.

### Libro sobre la guerra de guerrillas
Durante el tiempo en que no fue Jefe del Ejército, Nasution escribió un libro titulado Fundamentos de la guerra de guerrillas. Esta libro se basó en la propia experiencia de Nasution luchando y organizando la guerra de guerrillas durante la Guerra de Independencia Indonesia. Originalmente publicado en 1953, se convertiría en uno de los libros más estudiados sobre la guerra de guerrillas, junto con las obras de Mao Zedong sobre el mismo tema.

### Segundo período como Jefe del Ejército
El 27 de octubre de 1955 y tras tres años de exilio, Nasution fue nombrado nuevamente en su antiguo cargo de jefe del Ejército. Inmediatamente, empezó a trabajar en el ejército y su estructura adoptando una aproximación triple.
En primer lugar, formuló un sistema de período de servicio, para que los oficiales puedan estar estacionados por todo el país y obtener así experiencia. Este cambio tendría como resultado que los oficiales del ejército fueran más profesionales, en lugar de sentir un apego y lealtad personal a la provincia o región de donde provenían. En segundo lugar, Nasution centralizó el entrenamiento militar. Todos los métodos de entrenamiento de tropas serían desde entonces uniformes, en vez de que los comandantes regionales establecieran sus propios métodos de entrenamiento. En tercer lugar y como punto más importante, Nasution incrementó la influencia y poder del ejército de forma que este era capaz de cuidar de sí mismo, en lugar de depender de las decisiones de los civiles. Nasution no tuvo problemas en aplicar las primeras dos medidas, pero tendría que esperar para aplicar la tercera.
Para 1957, el presidente Sukarno había empezado a introducir el concepto de "democracia guiada" a su retórica en respuesta a su desencantamiento del sistema parlamentario que Indonesia había adoptado desde noviembre de 1945. En este sentido, encontró una afinidad con Nasution y el ejército, quienes no habían olvidado la forma en que los civiles interfirieron en los asuntos militares en 1952. El 14 de marzo de 1957, tras recibir la renuncia del primer ministro Ali Sastroadmijojo y su gabinete, Sukarno declaró el estado de emergencia. Esta medida no solo mejoró la posición de Sukarno, que hasta entonces solo cumplía un rol ceremonial, sino que incrementó la influencia y el poder del ejército como Nasution lo había deseado.
Bajo este ordenamiento, los comandantes regionales eran capaces de interferir en asuntos civiles tales como los temas económicos y administrativos. A instancias del propio Sukarno, el Ejército también comenzó a participar en política, ocupando posiciones que iban desde ministros hasta gobernadores provinciales e incluso en miembros del Consejo de Representantes. En diciembre de 1957, Nasution aumentó aún más el rol del ejército al ordenar a los oficiales que tomaran las recientemente nacionalizadas compañías holandesas. Fuera del creciente rol del ejército, esta medida estaba también diseñada a frenar la influencia del cada vez más poderoso Partido Comunista de Indonesia.
En 1958, Nasution pronunció un célebre discurso que se convertiría en la base de la Doctrina Dwifungsi (función dual) que el régimen de Suharto adoptaría. En Java central, Nasution declaró que las Fuerzas Armadas de Indonesia (ABRI) debían adoptar una vía media en su acercamiento a la nación. Según Nasution, las ABRI no debían estar bajo el control de los civiles. Al mismo tiempo, estas no debían dominar la nación en tal manera que se convirtiera en una dictadura militar.

### Gobierno Revolucionario de la República de Indonesia
A finales de 1956, los comandantes regionales en Sumatra demandaron más autonomía para las provincias. Como estas demandas no fueron atendidas por el gobierno central, los coroneles empezaron a rebelarse y, para inicios de 1957, habían tomado el control de la Gobernación de Sumatra por la fuerza.
El 15 de febrero de 1958, el teniente coronel Ahmad Hussein declaró el establecimiento del Gobierno Revolucionario de la República de Indonesia, declaración que llevó a que el gobierno central desplegara sus tropas. Como jefe del ejército, Nasution habría estado involucrado en la movilización de las tropas a Sumatra; sin embargo, sería su lugarteniente, Ahmad Yani, quien debelaría la rebelión en su nombre.

### Retorno a la constitución de 1945

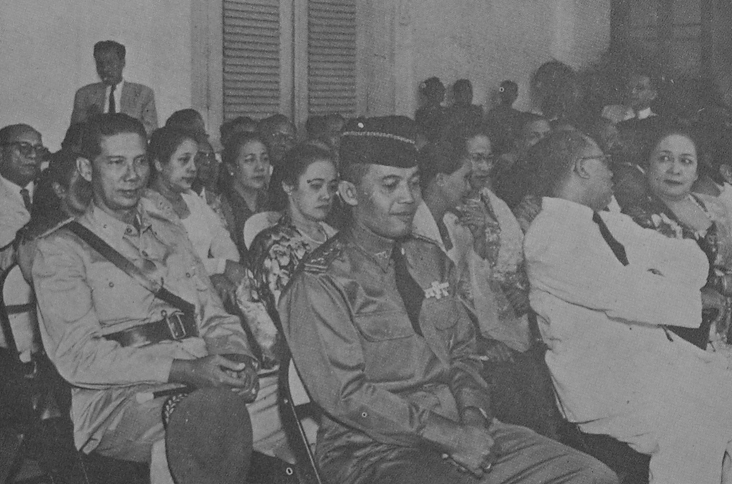
Nasution escuchando a Sukarno leer el decreto de 1959.

El 5 de julio de 1959, Sukarno promulgó un decreto que declaraba que Indonesia adoptaría nuevamente la constitución original de 1945. El sistema parlamentario desaparecería y Sukarno se convertiría en jefe de Gobierno, además de ser jefe de Estado. Nasution fue nombrado ministro de Defensa y Seguridad en el gabinete de Sukarno, aunque mantuvo su cargo como jefe del ejército.

## Era de democracia guiada

### Corrupción  en el ejército
Desde 1956, Nasution había estado intentando eliminar la corrupción en el ejército. Con el retorno de la constitución de 1945, opinaba que el ejército debía imponer un ejemplo al resto de la sociedad. Poco después de la promulgación del decreto de Suhato, Nasution envió al general Sungkono a investigar los tratos financieros de Kodam IV/Diponegoro y de su comandante, el coronel Suharto.
Los descubrimientos de Sungkono revelaron que durante este período como comandante regional, Suharto había establecido fundaciones para ayudar a los pobladores locales; sin embargo, se encontró que estas fundaciones eran financiadas por medio de gravámenes (en lugar de donaciones voluntarias) sobre la producción y las industrias de servicio. Suharto estaba también involucrado en comercio ilegal: había estado intercambiando azúcar por arroz con Tailandia.
Nasution quería tomar acciones contra Suharto e incluso consideró expulsarlo del ejército; no obstante el jefe del ejército suplente Gatot Subroto intervino. Gatot había adoptado a Suharto bajo su protección cuando fue comandante de Kodam IV/Diponegoro y se había percatado del talento de Suharto. Gatot solicitó a Nasution que no expulsara a su protegido debido a que el talento de Suharto podía ser posteriormente desarrollado y no debía ser desperdiciado. Nasution escuchó el consejo de Gaton y decidió mantener a Suharto en su posición, aunque lo castigó mandándolo a la Escuela Militar de Seskoad.

### Nueva Guinea Occidental
Durante la lucha por la independencia, Sukarno había percibido siempre que Nueva Guinea Occidental estaba incluida en Indonesia. Cuando los holandeses finalmente reconocieron la independencia de Indonesia, Nueva Guinea Occidental continuó siendo una colonia holandesa. Sukarno no renunció a sus pretensiones y continuó presionando para que Nueva Guinea Occidental sea incluida como parte de Indonesia por medio de las Naciones Unidas y la Conferencia de Bandung, donde las naciones presentes prometieron apoyar el reclamo de Indonesia; sin embargo, los holandeses mantuvieron su posición firme. Para 1960, a Sukarno se le acabó la paciencia y, en julio, se reunión con sus asesores, incluyendo a Nasution, y acordaron que Indonesia confrontaría a los holandeses en el tema de dicho territorio.
Como parte de la preparación para esta campaña, Nasution se dirigió a Suharto quien en octubre de 1960 había terminado su curso en Seskoad. Ahora como general de brigada, Suharto fue comisionado por Nasution para crear una unidad fuerza estratégica que estaría lista para ser llamada a acción en cualquier momento. Suharto estuvo a cargo de esta fuerza de tareas y, en marzo de 1961, se creó la Reserva General del Ejército, con Suharto como su comandante (CADUAD). CADUAD cambiaría su nombre en 1963 a Comando Estratégico del Ejército (KOSTRAD).
A inicios de 1962, Nasution y Yani eran los comandantes en conjunto de la denominada Liberación de Guinea Occidental, con Suharto estacionado en Indonesia oriental como comandante de campo.

### Rivalidad con el Partido Comunista de Indonesia
En torno a esta época, Sukarno había empezado a ver al Partido Comunista de Indonesia (PKI), en lugar del ejército, como su principal aliado político. Si bien había colocado a Indonesia entre los No-Alineados, la revelación de que el Gobierno Revolucionario de la República de Indonesia estaba recibiendo asistencia de Estados Unidos ocasionó que Sukarno adoptara una postura antiamericana. En esta posición, tenía como aliado natural al PKI. Para este partido, una alianza con Sukarno solo le traería beneficios dada su influencia creciente en la política indonesia. En abril de 1962, cuando Sukarno nombró a un nuevo gabinete incluyó como ministros al presidente del PKI, Dipa Nusantara Aidit, y al vicepresidente Njoto.
Nasution desconfiaba de la influencia del PKI sobre Sukarno y, por su parte, este tenía conocimiento de que Nasution no estaba contento con el papel del PKI y que actuó para debilitar su poder. En julio de 1962, Sukarno reorganizó la estructura de las Fuerzas Armadas. El estatus de los jefes de las ramas de las FF.AA. serían ascendidos a comandantes. Como tales, tendrían más poder y responderían solo ante Sukarno como Comandante en Jefe de las Fuerzas Armadas. Para asistir a Sukarno como comandante supremo de las Fuerzas Armadas, se encontraría Nasution en el cargo de jefe de las FF.AA. y Yani como comandante del ejército. Al hacer esto, Sukarno restó poderes a Nasution, quien ahora solo sería responsable de temas administrativos y no tendría ninguna injerencia en el manejo de las tropas.
En esa posición menos poderosa, Nasution comenzó a pensar en otras maneras de detener el ascenso del PKI. El momento adecuado llegó en la sesión general de la asamblea deliberativa del pueblo en mayo de 1963. Durante esta sesión, Nasution hizo que el Partido Nacional Indonesio de Sukarno, así como los miembros del ejército presentes, propusieran la moción para que Sukarno fuera nombrado Presidente vitalicio. La racionalidad detrás de esta acción era que con Sukarno siendo nombrado de por vida en el cargo, no habría elecciones y, sin elecciones, el PKI no podría obtener el poder sin importar cuán grande fuera a convertirse. La moción fue aprobada y Sukarno fue designado presidente vitalicio.

### Separación de Yani
Pronto Nasution comenzó a desarrollar una actitud hostil hacia Tani. Tanto Nasution como Yani eran anticomunistas, pero su actitud hacia Sukarno era diferente: mientras Nasution criticaba a Sukarno por apoyar al PKI, Yani era leal a Sukarno y adoptó una posición más suave. Nasution criticó esta postura de Yani y los dos oficiales dejaron de llevarse bien. Para empeorar la situación, Yani comenzó a reemplazar a los comandantes regionales que eran cercanos a Nasution con algunos que eran cercanos a él mismo.
El 13 de enero de 1965, una delegación de oficiales que representaba a Nasution y Yani se encontraron en un intento por reconciliar las diferencias entre los dos oficiales. La reunión no tuvo éxito en lograr que Yani se distanciara de Sukarno, pero acordaron mantener seminarios en los cuales los oficiales pudieran hablar sobre el clima político del momento y el rol del ejército en la política.
Ese mismo año, se encontró un documento curioso. Apodado el Documento Gilchrist, trataba sobre "nuestros amigos locales del ejército" y la sospecha recayó inmediatamente sobre el ejército lanzando un golpe de Estado. Si bien Yani fue rápido en negar las alegaciones, el PKI empezó una campaña por la que sostenía que un Consejo de generales estaba planeando derrocar al Presidente. Como los oficiales de más alto rango del ejército, Nasution y Yani fueron implicados como parte de este supuesto consejo.

## El Movimiento del 30 de septiembre y la transición al Nuevo Orden

### Intento de secuestro

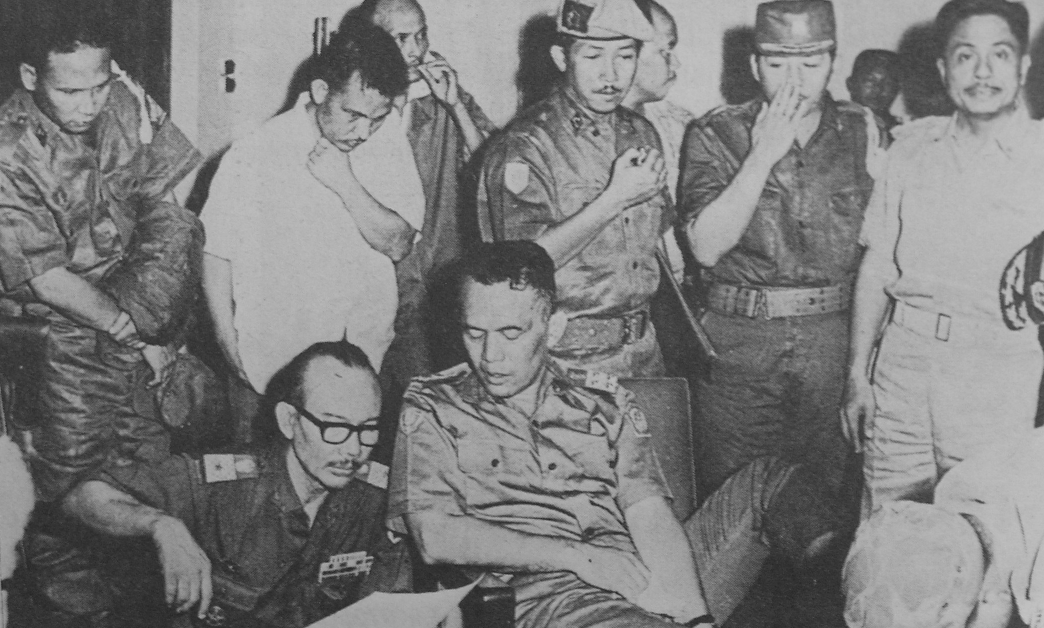
Nasution recibe atención médica, mientras discute la situación en el cuartel general del Comando de reserva estratégica (Kostrad) durante la noche del 1 de octubre de 1965.

En la mañana del 1 de octubre de 1965, unas tropas que se llamaron a sí mismas el Movimiento del 30 de septiembre secuestraron a 7 oficiales del ejército anticomunista, incluyendo a Nasution. Esa mañana, la esposa de Nasution escuchó que las puertas de su casa fueron forzadas. Curiosa por saber a qué se debía, se levantó de la cama para averiguar. Al abrir la puerta, vio a un soldado con su arma levantada lista para disparar. Rápidamente, cerró la puerta y le dijo a Nasution que huyera, pero este quiso ver por sí mismo y, cuando abrió la puerta, el soldado le disparó. Nasution evitó el tiro por poco y cerró la puerta mientras su esposa lo apremió a escapar por una ventana. Nasution logró huir a la casa del embajador iraquí, quien daba la casualidad que era su vecino, y se escondió en su jardín.
La casa de Nasution se convirtió en un caos, pues las tropas empezaron a buscar a Nasution por toda la casa. En la confusión que siguió, la hija y hermana de Nasution recibieron disparos de un soldado. La hermana de Nasution se recuperaría, pero su hija Ade Irma Suryani fue herida fatalmente. Al final, los soldados se marcharon solo después de haber detenido al lugarteniente Pierre Tendean quien era adjunto de Nasution. Tedean había sido confundido con Nasution en medio de la oscuridad y fue secuestrado.
Nasution permaneció escondido en el jardín de su vecino hasta las 6 de la mañana cuando regresó a su casa con un tobillo roto. Entonces, solicitó a sus adjuntos que lo llevaran a Ministerio de Defensa y Seguridad al considerar que estaría más seguro allí. Nasution fue trasladado al ministerio, escondido al interior de un vehículo. Una vez allí, Nasution envió un mensaje a Suharto en el cuartel general del comando de reserva estratégica Kostrad, en el que le decía que estaba vivo y a salvo. Tras tener conocimiento de que Suharto estaba tomando la dirección del ejército, Nasution le ordenó tomar medidas tales como averiguar el paradero del Presidente, contactar al comandante de la Marina Re Martadinata, el comandante del cuerpo de Marina Hartono, así como al jefe de la policía  Sucipto Judodiharjo, y asegurar Yakarta cerrando todos los caminos que llevaran a la ciudad. La Fuerza Aérea fue excluida debido a que se sospechaba que su comandante Omar Dhani fuera simpatizante del Movimiento del 30 de septiembre. Suharto integró inmediatamente estas órdenes en su plan para asegurar la ciudad.
Alrededor de las 2 p. m., después de que el Movimiento del 30 de septiembre anunciara la formación de un Consejo Revolucionario, Nasution envió otra orden a Suharto, Martadinata y Judodiharjo. En ella, Nasution decía que estaba convencido de que Sukarno había sido secuestrado y llevado al cuartel general del Movimiento en Halim. Por tanto, ordenó a las Fuerzas Armadas que liberaran al Presidente, restauraran la seguridad en Yakarta y, más importante, nombraran a Suharto para dirigir las operaciones. No obstante, justo cuando Suharto empezó a trabajar, llegó un mensaje de Sukarno desde Halim. El Presidente había decidido nombrar a Pranoto Reksosamudra en el cargo de Comandante del Ejército y quería que fuera a verlo. Suharto no permitió que Pranoto fuera, aunque sabía que Sukarno no dejaría de intentar llamar a Pranoto. Para fortalecer su poder de negociación, Suharto pidió a Nasution que fuera al cuartel general de Kostrad. Nasution llegó a tal emplazamiento alrededor de las 6 p. m., justo cuando Suharto empezó a enviar tropas de Sarwo Edhie Wibowo para asegurar Yakarta del Movimiento del 30 de septiembre. Allí, Nasution recibió finalmente los primeros auxilios para tratar el tobillo roto. Una vez que Yakarta estuvo asegurada, Martadinata llegó al cuartel general de Kostrad con una copia del decreto presidencial que nombrada a Pranoto en su posición. Tras ver el decreto, Suharto invitó a Martadinata y a Nasution a una habitación para discutir la situación.
Nasution preguntó a Martadinata cómo así el presidente había nombrado a Pranoto, a lo que Martadinata replicó que, durante la tarde, él, Judodiharjo y Dhani habían asistido a una reunión con Sukarno en Halim para decidir quién debería convertirse en comandante del ejército toda vez que Yani había muerto. En esa reunión se decidió que Pranoto fuera nombrado comandante del ejército. Nasution sostuvo que el nombramiento de Sukarno no podía ser aceptado dado que llegó cuando Suharto ya había empezado con las operaciones. Nasution añadió que apoyaría la decisión de Suharto de no permitir a Pranoto ir a Halim. Nasution y Suharto, entonces, invitaron a pasar a Pranoto y lo convencieron de demorar la aceptación de su nombramiento como comandante del ejército hasta después de que Suharto hubiera puesto fin al intento de golpe de Estado.
Con las tropas de Sarwo Edhie, Yakarta fue rápidamente asegurada. Luego, Suharto dirigió su atención a Halim y empezó a hacer preparaciones para atacar la base aérea. Nasution encomendó a la Marina y a la Policía la tarea de asistirlo en aplastar el Movimiento. Para la Fuerza Aérea, Nasution emitió una orden que decía que no serían acusados de insubordinación si se negaban a obedecer las órdenes de Dhani. Para las 6 a. m. del 2 de octubre, Halim había sido capturada y el Movimiento del 30 de septiembre había sido oficialmente aplastado.

### Oportunidad perdida
Si bien Suharto había sido el hombre del momento el 1.º de octubre, muchos de los otros oficiales del ejército todavía se dirigían a Nasution en busca de liderazgo y habían esperado que este tomaron un control más decisivo de la situación; sin embargo, Nasution parecía indeciso y lentamente el apoyo con el que contaba empezó a disminuir. Quizás la razón era que estaba todavía en duelo por la muerte de su hija, acaecida el 6 de octubre.
En las primeras semanas después de la derrota del Movimiento del 30 de septiembre, Nasution fue quien hizo un constante lobby en favor de Sukarno para que Suharto lo nombrara comandante del ejército. Sukarno fue finalmente persuadido y, el 14 de octubre de 1965, nombró a Suharto como Comandante del Ejército.
En diciembre de 1965, se le presentó una oportunidad única a Nasution cuando hubo conversaciones para nombrarlo como vicepresidente para que asistiera a Sukarno en momentos de incertidumbre. Nasution no capitalizó esto y eligió no hacer nada al respecto. Suharto, cuyo momento político estaba mejorando, tomó la iniciativa a inicios de 1966 al emitir una declaración en la que sostenía que no había necesidad de llenar la vicepresidencia vacante.
El 24 de febrero de 1966, Nasution fue retirado de su cargo como ministro de Defensa y Seguridad. El cargo de jefe del ejército fue también eliminado.